# Eurema ada
Eurema ada är en fjärilsart som först beskrevs av William Lucas Distant och William Burgess Pryer 1887.  Eurema ada ingår i släktet Eurema och familjen vitfjärilar. Inga underarter finns listade i Catalogue of Life.